# Apicia aepaliusaria
Apicia aepaliusaria là một loài bướm đêm trong họ Geometridae.